# Andrena zhelokhovtzevi
Espèce
Andrena zhelokhovtzevi est une espèce d'insectes hyménoptères de la famille des Andrenidae.

## Systématique
L'espèce Andrena zhelokhovtzevi a été initialement décrite en 1993 par l'entomologiste russe Anna Zakharovna Osychnyuk (d) (1926-1998).